# 鳥栖トラックターミナル
鳥栖トラックターミナル（とすトラックターミナル）は、佐賀県鳥栖市にある公共トラックターミナルである。

## 解説
九州自動車道と長崎自動車道、大分自動車道が交わる鳥栖ジャンクション近隣の鳥栖商工団地に位置し、ターミナルの東方には九州道小郡鳥栖南スマートインターチェンジが建設中である。
九州高速道路ターミナル株式会社が運営する。

## 所在地
- 佐賀県鳥栖市藤木町若桜3-19

## 沿革
- 1981年04月29日　供用開始

## 施設
- 敷地面積　41,164平方メートル
- バース数　28バース
- 貨物取扱能力　約700トン/日

### 付帯設備
- 仮眠室
- 浴場
- コンビニエンスストア